# DADGAD
DADGAD er en stemning af guitarens strenge. I stedet for den normale EADGBE stemning, stemmes guitaren til D-A-D-G-A-D. Dette gøres ved at stemme den første og sjette streng en hel tone ned fra E til D, og at stemme den anden streng en hel tone ned fra B til A.
DADGAD blev populariseret af den britiske folk guitarist Davey Graham. Graham brugte stemningen når han spillede keltisk musik. De første guitarister som spillede irsk folkemusik, som brugte stemningen var Mícheál Ó Domhnaill og Dáithí Sproule; i dag bruges den meget ofte i den genre. Grunden til at DADGAD passer godt til keltisk musik er, at den benytter sig af et antal forskydelige akkorder som bibeholder åbne strenge som spilles som borduntoner på enten bas- eller diskantstrengene, som så frembringer toner som nærmer sig tonerne i traditionel keltisk pibemusik.
Blandt andre som har brugt stemningen kan nævnes Pierre Bensusan, Bert Jansch, Richard Thompson, Soig Siberil, Gilles Le Bigot og Paul McSherry.
DADGAD stemning blev også brugt af Jimmy Page fra Led Zeppelin i de sene 60'ere og tidlige 70'ere. På bandets eponyme første album brugte han denne guitarstemning til at spille Black Mountain Side, et nummer som var stærkt inspireret af Bert Janschs tidligere arrangement af en irsk sang kaldet Blackwater Side (selvom Jansch faktisk brugte en mere simpel 'drop D' stemning). Page genbrugte senere DADGAD stemningen i sangen Kashmir, som var med på bandets sjette album Physical Graffiti.
| Musik | Spire Denne musikartikel er en spire som bør udbygges. Du er velkommen til at hjælpe Wikipedia ved at udvide den. |